# Bengt Hildebrand
Bengt Olof Hildebrand, född 4 februari 1893 i Lund, död 5 mars 1964 i Stockholm, var en svensk historiker och genealog. Han var son till professor Hildemar Hildebrand och friherrinnan Elisabeth Gyllenkrok.

## Biografi
Bengt Hildebrand blev filosofie kandidat vid Lunds universitet 1920 och tog kansliexamen där 1921. Han blev filosofie licentiat vid Stockholms högskola 1935 och filosofie doktor 1939. Efter tjänstgöring som docent i historia vid Stockholms högskola 1938–1953 fick han professors namn 1953.
Hildebrand var 1924–1937 verksam som redaktör och redaktionssekreterare för tredje upplagan av Nordisk Familjebok.
Av stor betydelse blev hans anknytning 1928 till Personhistoriska samfundet som sekreterare och redaktör för Personhistorisk tidskrift. Han kom i nära beröring med och tog starka intryck av samfundets ordförande Johan Axel Almquist. Tidskriften fick nytt liv under Hildebrands redaktörstid och kan då sägas ha haft en högkonjunktur. Särskild möda nedlade han på den alltmer växande anmälnings- och recensionsavdelningen. I Personhistorisk tidskrift publicerade Hildebrand en rad uppsatser, till en början övervägande om medeltida personhistoria. Hans licentiatavhandling Esbjörn Blåpanna och hans arvingar, medeltidsstudier kring handlingar i Ribbingska huvudmannaarkivet trycktes där 1935 med 18 stamtavlor i texten: Mörbyätten, frälsesläkten Blåpanna, Filip och Bengt Bossons ätt, en gren av ätten Blå (Aspenäsätten), Lasse Karlssons i Berga (Tumbo socken) ätt, Sövstaätten, Rembold Peterssons ätt, Rossviksätten (riddaren Nils Gustafssons och Erik Pukes släkt), Fargaltsätten från Hedensö samt Tandlaätten, frälsesläkten Ruska, Katarina Nilsdotters (av Mörbyätten) fränder och arvingar, Tibble-Vargarnsätten, släktgrenar av ätterna Ulf och Sparre, frälsesläkterna från Yxta, Stubbeätten, frälsesläkten Knagh, en gren av Forstenasläkten och grenar av ätten Ribbing.
Han var huvudredaktör för Svenskt Biografiskt Lexikon 1937–1960 och som sådan chef för Personhistoriska Institutet. Från 1944 var han även medlem i redaktionsrådet för det biografiska uppslagsverket Svenska män och kvinnor samt hedersledamot i Svenska Genealogiska Samfundet från 1942.
Bengt Hildebrand gifte sig 15 september 1925 i Stockholm med Wanda Sigrid Erika Margaretha Lilliesköld, dotter till revisorn Fredrik August Lilliesköld och Sofia Louise Sigrid Beata Raab, och var i ett andra äktenskap gift från 1945 med lektorn, filosofie doktor Ingegerd Göthe, dotter till jägmästaren Albert Göthe och Elin Göthe, född Forsberg.